# WTA Elite Trophy 2023 - Doppio
Ljudmyla Kičenok e Andreja Klepač erano le detentrici del titolo, ma Klepač non ha preso parte a questa edizione del torneo. Kičenok ha fatto coppia con Ulrikke Eikeri, ma sono state eliminate nel round robin.
In finale Beatriz Haddad Maia e Veronika Kudermetova hanno sconfitto in finale Miyu Katō e Aldila Sutjiadi con il punteggio di 6-3, 6-3.

## Giocatrici
1. Beatriz Haddad Maia /  Veronika Kudermetova (Campionesse)
2. Miyu Katō /  Aldila Sutjiadi (finale)
3. Ljudmyla Kičenok /  Ulrikke Eikeri (round robin)

1. Oksana Kalašnikova /  Jana Sizikova (round robin)
2. Wang Xinyu /  Xu Yifan (round robin)
3. Jiang Xinyu /  Tang Qianhui (round robin)

## Tabellone

### Legenda
| - Q = Qualificato - WC = Wild card - LL = Lucky loser | - ALT = Alternate - SE = Special Exempt - PR = Protected Ranking | - w/o = Walkover - r = Ritirato - d = Squalificato |

### Finale
|  | Finale |                                          |                                          |   |   |  |
|  |        |                                          |                                          |   |   |  |
|  | 1      | Beatriz Haddad Maia Veronika Kudermetova | Beatriz Haddad Maia Veronika Kudermetova | 6 | 6 |  |
|  | 2      | Miyu Katō Aldila Sutjiadi                | Miyu Katō Aldila Sutjiadi                | 3 | 3 |  |

### Gruppo Giglio
|      |                                          | Haddad Maia Kudermetova | Kalašnikova Sizikova | Jiang Tang  | RR V-P | Set V-P    | Game V-P    | Classifica |
| 1    | Beatriz Haddad Maia Veronika Kudermetova |                         | 6-0, 6-3             | 6-3, 6-3    | 2-0    | 4-0 (100&) | 24-9 (73%)  | 1          |
| 4    | Oksana Kalašnikova Jana Sizikova         | 0-6, 3-6                |                      | 4-6, 6(4)-7 | 0-2    | 0-4 (0%)   | 13-25 (34%) | 3          |
| 6/WC | Jiang Xinyu Tang Qianhui                 | 3-6, 3-6                | 6-4, 7-6(4)          |             | 1-1    | 2-2 (50%)  | 19-22 (46%) | 2          |

La classifica viene stilata in base ai seguenti criteri: 1) Numero di vittorie; 2) Numero di partite giocate; 3) Scontri diretti (in caso di due giocatori pari merito); 4) Percentuale di set vinti o di game vinti (in caso di tre giocatori pari merito); 5) Decisione della commissione

### Gruppo Bouganville
|      |                                 | Katō Sutjiadi       | Kičenok Eikeri      | Wang Xu           | RR V-P | Set V-P   | Game V-P    | Classifica |
| 2    | Miyu Katō Aldila Sutjiadi       |                     | 6-3, 6(5)-7, [10-6] | 4-6, 7-5, [12-10] | 2-0    | 4-2 (67%) | 25-21 (54%) | 1          |
| 3    | Ljudmyla Kičenok Ulrikke Eikeri | 3-6, 7-6(5), [6-10] |                     | 3-6, 2-6          | 0-2    | 1-4 (20%) | 15-25 (37%) | 3          |
| 5/WC | Wang Xinyu Xu Yifan             | 6-4, 5-7, [10-12]   | 6-3, 6-2            |                   | 1-1    | 3-2 (60%) | 23-17 (57%) | 2          |

La classifica viene stilata in base ai seguenti criteri: 1) Numero di vittorie; 2) Numero di partite giocate; 3) Scontri diretti (in caso di due giocatori pari merito); 4) Percentuale di set vinti o di game vinti (in caso di tre giocatori pari merito); 5) Decisione della commissione